# سدیم فسفات

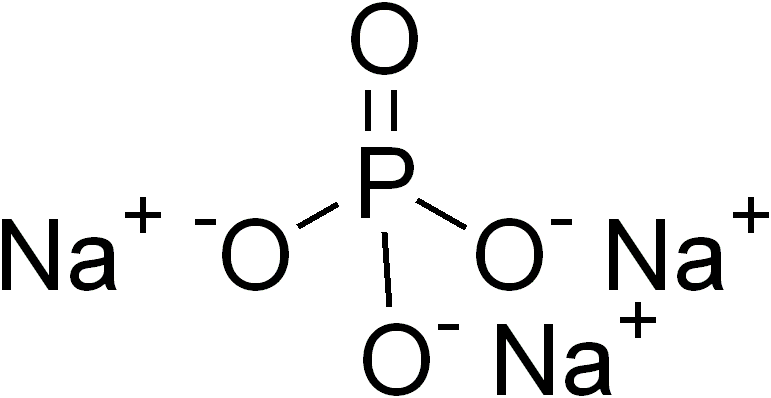
ساختار فضایی سدیم فسفات

سدیم فسفات ترکیبی معدنی با فرمول شیمیایی Na 3 PO 4 می‌باشد.

## تری سدیم فسفات مینار
تری سدیم فسفات تری سدیم فسفات با فرمول شیمیایی (Na۳PO۴) یک ترکیب شیمیائی امولسیون کننده، قلیائی قوی با pH معادل ۱۲ است و در آب به راحتی قابل حل می‌باشد. در صنایع غذائی به وفور استفاده می‌شود به طوری که از این ترکیب برای بهبود بافت پنیر و حفظ لزجت شیر و جلوگیری از جدا شدن فاز آبی در شیر منجمد، استفاده می‌شود.
نوعی ترکیب از سدیم و فسفر است. این ماده در تولید لاستیک، شوینده‌ها و چاپ عکس کاربرد دارد. در پودرهای لباس شویی (همچنین صنایع تصفیه برق آبی) باعث از بین رفتن سختی آب می‌شود،همچنین باعث سفید تر بنظر آمدن پودر شوینده میشود،البته استفاده بیش از یک درصدآن در پودر های شوینده به دلیل آسیب به محیط زیست از طرف سازمان استانداد ممنوع شده است، همچنین به عنوان مواد نگه دارنده نیز گزینه خوبی به حساب می‌آید. این ماده به عنوان رطوبت گیر نیز کاربرد فراوانی دارد.

### تری سدیم فسفات صنعتی
تولید و فروش تری سدیم فسفات صنعتی تری سدیم فسفات صنعتی با ۱۲ مولکول آب تبلور ارائه می‌شود که در بسیاری از صنایع مانند تصفیه آب - دیگ‌های بخار (تبخیر) - صنایع پودرهای لباس شویی و ... مورد مصرف قرار می‌گیرد. شرکت مینار قادر به تولید این ماده با کیفیت بسیار بسیار عالی و بهتر از نمونه‌های چینی موجود در بازار است. این ماده به صورت پودر سفید رنگ صدفی ارائه می‌شود و دلیل کلوخه شدن این محصول پس از گذشت چندین ماه وجود ۱۲ مولکول آب در آن است که امر طبیعی است مشکلی در محصول نمی‌باشد.

### تری سدیم فسفات خوراکی و گرید غذایی
تولید و فروش تری سدیم فسفات خوراکی تری سدیم فسفات خوراکی به صورت پودر سفید صدفی و کاملاً خالص می‌باشد و این پودر کاملاً خالص بسیار مناسب برای مصارف خوراکی و بهداشتی است. از این محصول به عنوان نگه دارنده نیز مصرف می‌شود و در مصارف گوشت و کنسروها نیز مصرف می‌شود.

## مشخصات تری سدیم فسفات
تری سدیم فسفات پودر سفیدی است که به نام‌های تری فسفات سدیم، پنتاسدیم تری فسفات، تری فسفات سدیم و STPP شناخته شده و در گرفتن سختی آب بخصوص در پودرهای لباس‌شویی و هم‌چنین در تهیه مواد غذایی به کار می‌رود.
برای گرفتن سختی آب، ماده افزودنی خوارکی به عنوان نگهدارندهٔ رطوبت، در مواد شوینده، خمیردندان مورد استفاده قرار می‌گیرد.
عمده صنایع مصرف‌کننده این ماده شیمیایی شامل کارخانجات تولید مواد شوینده، صنایع تصفیه آب، صنایع غذایی، صنایع سرامیک‌سازی، معدنی، صنایع تولید کاغذ، صنایع پتروشیمی و نیروگاه‌ها می‌باشد.

### سایر ویژگی‌ها
1. سفید با کریستال‌های بی‌رنگ یا پودر حجیم کاملاً خشک
2. efflorescent در هوا
3. به راحتی در آب قابل حل است، ولی در محلول‌های آلی حل نمی‌شود - رطوبت گیر
4. محلول آب آن قلیایی. (ارزش pH محلول حدود ۱۲)
5. تراکم نسبی در ۱٫۶۲ است، نقطه ذوب ۷۳٫۴ است.

## کاربرد در صنایع داروسازی
از سدیم فسفات برای مصارف داروئی جهت تنظیم غلظت سرمی کلسیم، اثر با فری در تعادل اسید ـ باز، افزایش ترشح کلیوی یون +H، دفع انگل‌ها و داروهای ضد کرم سمّی، قبل یا بعد از درمان با برخی از داروهای ضد کرم، تسهیل و جمع‌آوری مدفوع جهت آزمایش‌های انگلی استفاده می‌شود.

## کاربرد در صنایع غذایی
مصارف غذایی به عنوان ماده افزودنی خوارکی برای نگهدارندهٔ رطوبت.

## کاربرد در صنایع بهداشتی
بعنوان مواد شوینده، در خمیردندان‌ها و برای گرفتن سختی آب، استفاده می‌شود.
عمده صنایع مصرف‌کننده این ماده شیمیایی شامل کارخانه‌های تولید مواد شوینده، صنایع تصفیه آب، صنایع غذایی، صنایع سرامیکسازی، معدنی، صنایع تولید کاغذ و صنایع پتروشیمی می‌باشد.